# Marina Konstantinowna Schmonina
Marina Konstantinowna Schmonina (russisch Марина Константиновна Шмонина, engl. Transkription Marina Shmonina; * 9. Februar 1965 in Taschkent) ist eine ehemalige russische Sprinterin, die sich auf den 400-Meter-Lauf spezialisiert hatte.
1989 gewann sie, für die Sowjetunion startend, Bronze bei den Halleneuropameisterschaften in Den Haag und wurde Fünfte bei den Hallenweltmeisterschaften in Budapest. 1990 holte sie Gold bei den Halleneuropameisterschaften in Glasgow und wurde Siebte bei den Europameisterschaften in Split.
Bei den Hallenweltmeisterschaften 1991 gewann sie Silber mit der sowjetischen Mannschaft in der 4-mal-400-Meter-Staffel.
1992 wurde sie, für das Vereinte Team startend, Fünfte bei den Halleneuropameisterschaften in Genua. Bei den Olympischen Spielen 1992 wurde sie im Vorlauf der 4-mal-400-Meter-Staffel eingesetzt und trug so zum Goldmedaillengewinn des Vereinten Teams bei.
1989 wurde sie sowjetische Meisterin im Freien, 1990 in der Halle. 1992 wurde sie Hallenmeisterin der Gemeinschaft Unabhängiger Staaten.

## Persönliche Bestzeiten
- 200 m: 22,82 s, 2. Juni 1990, Moskau
  - Halle: 23,29 s, 7. Februar 1992, Moskau
- 400 m: 50,52 s, 10. Juni 1990, Moskau
  - Halle: 51,22 s, 4. März 1990, Glasgow